# Волейбольный Клуб "Салават"
Волейбольный Клуб Салават — российский женский волейбольный клуб из Салавата, входящий в систему волейбольного клуба «Динамо-Урал» (Уфа). Волейбольный клуб «Салават» является фарм-клубом команды «Уфимочка-УГНТУ» (Уфа).

## Достижения
- Сезон 2021-22

— 7-12 Место Чемпионата России 1 ЛИГА зона (Поволжье) 

— 1 Место Чемпионата Республики Башкортостана.
- Сезон 2022—2023

— 3 Место зона Поволжье ЧЕМПИОНАТ РОССИИ 1 — Лига 

— 1 Место Чемпионата Республики Башкортостана.
- Сезон 2023—2024

— 3 Место зона Поволжье ЧЕМПИОНАТ РОССИИ 1 — Лига 

— 8 место СУПЕРФИНАЛ ЧЕМПИОНАТ РОССИИ ПЕРВАЯ ЛИГА 

— 1 Место Чемпионата Республики Башкортостан

## Сезон 2024—2025

### Состав
| №  | Имя, фамилия          | Год рождения | Рост    | Разряд | Амплуа                               | Гражданство |
| -- | --------------------- | ------------ | ------- | ------ | ------------------------------------ | ----------- |
| 2  | Аделина Зайцева       | 2009         | 182 см. | I      | Доигровщик                           | Россия      |
| 3  | Татьяна Руденко       | 2006         | 174 см. | КМС    | Связующий                            | Россия      |
| 6  | Екатерина Кузнецова   | 2005         | 182 см. | КМС    | Центральный блокирующий              | Россия      |
| 7  | Ульяна Губачева       | 2008         | 182 см. | I      | Доигровщик                           | Россия      |
| 8  | Карина Колбина        | 2006         | 177 см. | КМС    | Доигровщик                           | Россия      |
| 9  | Полина Числова        | 2005         | 194 см. | I      | Диагональный                         | Россия      |
| 10 | Ульяна Пономарева     | 2007         | 168 см. | КМС    | Либеро                               | Россия      |
| 11 | Алина Гареева         | 2007         | 177 см. | I      | Доигровщик                           | Россия      |
| 12 | Дарья Янбердина       | 2007         | 185 см. | КМС    | Диагональный / Центр.блокирующий     | Россия      |
| 17 | Александра Герасимова | 2007         | 180 см. | I      | Центральный блокирующий              | Россия      |
| 18 | Диана Юсупова         | 1997         | 175 см. | КМС    | Либеро / Капитан команды / Ст.тренер | Россия      |

- Главный тренер — Денис Халитов.
- Старший тренер — Диана Юсупова.